# 杜の郷
杜の郷霊園（もりのさとれいえん、英語: Mori no sato Cemetery）は、千葉県八千代市にある公園墓地（霊園）。所管は文化庁所管の宗教法人東栄寺である。

## 概要
杜の郷霊園は千葉県八千代市にある公園墓地。八千代市の認可を受け、2010年（平成22年）に開園した。約3万3000平方メートルもの敷地内に、緑地公園および約3,500区画の墓所を有している。
- 許認可番号：第22-2号
- 総面積：約3万3000平方メートル
- 総区画数：約3,500区画
- 主要施設：管理施設、法要施設、永代供養施設、駐車場、会食施設
- 宗教：不問
- 開園時間：9:00〜18:00
- 休園日：毎週水曜日（祝日の時は翌日）

## 周辺
- 千葉県立船橋県民の森
- 船橋カントリークラブ
- 印旛沼
- 八千代市少年自然の家
- 千葉ニュータウン中央駅
- 東京電機大学

## アクセス

### 乗用車
- 東関東自動車道千葉北インターチェンジより、車で約15分
- 常磐自動車道柏インターチェンジより、車で約25分

### 電車およびバス
最寄り駅である八千代緑ヶ丘駅から無料の送迎バスを運行している。また、彼岸や盆の期間に増発して運行している。
- 東葉高速鉄道八千代緑ヶ丘駅より、送迎バス約14分
- 北総開発鉄道小室駅より、徒歩約20分、送迎バス約３分、タクシー約3分